# Hanga
Hanga es un pueblo del municipio de Saaremaa, situado en el condado de Saare, Estonia. Según el censo de 2021, tiene una población de 17 habitantes.